# Такер, Роберт Чарльз
Ро́берт Ча́рльз Та́кер (англ. Robert Charles Tucker; 29 мая 1918, Канзас-Сити, Миссури — 29 июля 2010, Принстон, Нью-Джерси) — американский политолог, историк, советолог. Доктор философии по истории, профессор Принстонского университета.
Известен как автор трудов по биографии И. В. Сталина, в которых он использовал психологические и психоаналитические методики Эрика Эриксона и Карен Хорни. Автор одной из наиболее полных психобиографий Сталина.

## Биография
После получения степеней бакалавра и магистра в Гарвардском университете, Такер работал в Управлении стратегических служб с 1942 по 1944 год. В 1944 году Такер начал работать переводчиком в посольстве США в Москве. В 1946 году он женился на советской гражданке Евгении Пестрецовой (Eugenia Tucker). Вскоре истёк его двухгодичный контракт с посольством. Так как власти не разрешали его супруге покинуть СССР, Такер нашёл работу сначала в канадском, а затем в индийском посольстве, уже без дипломатического иммунитета. Супруги смогли выехать в США лишь в сентябре 1953 года, после смерти И. В. Сталина.
В 1954—1958 годах Такер работал исследователем в «РЭНД корпорейшн» (RAND Corporation).
В 1958 году в Гарвардском университете Такер получил степень доктора философии по истории. Его диссертация послужила основой для книги «Philosophy and Myth in Karl Marx» («Философия и миф Карла Маркса») (1961). Такер опубликовал два фундаментальных труда по биографии Сталина: «Stalin as Revolutionary: A Study in History and Personality, 1879—1929» («Сталин как революционер: историческое и биографическое исследование, 1879—1929 гг.») (1973) и «Stalin in Power: The Revolution From Above, 1928—1941» («Сталин во власти: революция сверху, 1928—1941 гг.») (1990).
Преподавал в Индианском университете (1958—1962) и Университете Джонса Гопкинса (1962).
С 1962 по 1984 год Такер преподавал в Принстонском университете, где он основал Программу русистики. Профессор Принстонского университета с 1984. До своей смерти Такер занимал профессорские посты профессора-эмерита политики Принстонского университета и IBM Professor of International Studies Emeritus.
Член правления (1962—1964), вице-президент (1988-89), президент Американской ассоциации развития славянских исследований (American Association for the Advancement of Slavic Studies) (1989—1990).